# Mariana Luna

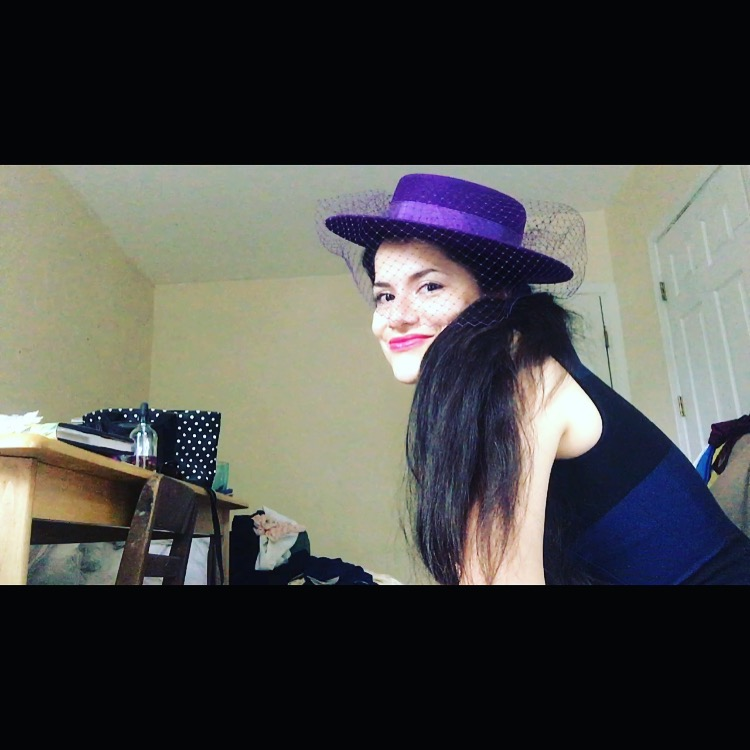
Mariana Luna

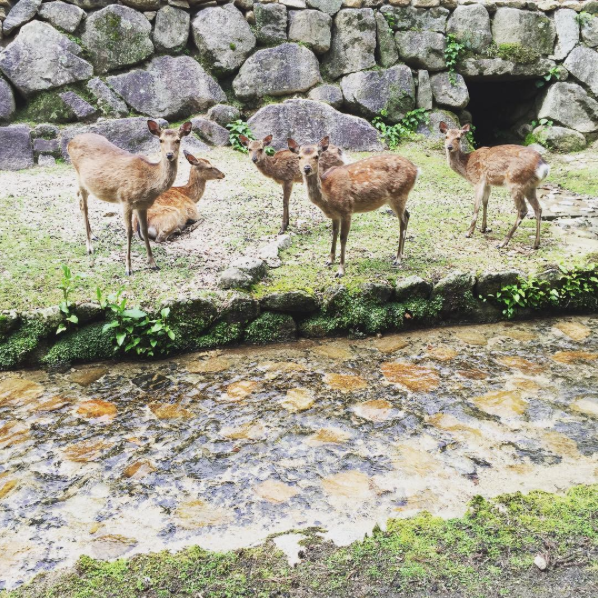
Venados (2016)

Mariana Valentina Luna, también conocida como "Nine", es una artista, cineasta, cantante, diseñadora y escritora mexicana, nacida en la Ciudad de México, y criada en la península de Yucatán, Ciudad de México, y California. 

## Cine
En el 2016, Luna contribuye cinematografía al episodio sobre Albert Cashier de la serie We've Been Around, dirigida por Rhys Ernst para acompañar el largometraje La chica danesa (2015) producido por Focus Features. La serie, la cual relata las vidas de personajes históricos transgénero, aparece en forma digital en las revistas People y The Advocate. Luna también asistió producción en la serie This Is Me (2015), producida por Wifey TV como spin-off compañera de la serie Transparent, de la cual el mismo director (Rhys Ernst) es coproductor. This Is Me presenta experiencias contemporáneas de la comunidad transgénero; recibió una de las 12 nominaciones de Wifey TV en los Emmys de 2015.

Mariana Luna también asistió cinematografía en la película Headshots, dirigida por Elle Schneider, con elenco de Twin Peaks, Video Game High School, y Donnie Darko. 

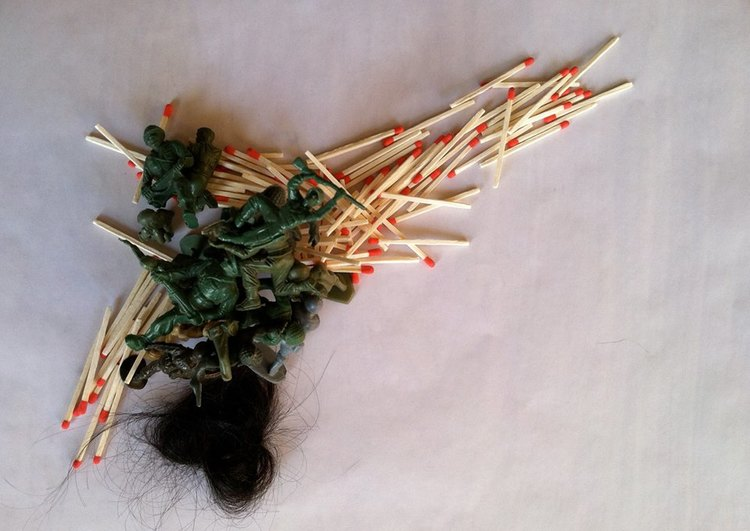
Batallas en el desierto, 2012. Hair, matches, plastic. Life-size.

Ha dirigido, escrito, compuesto música, y es cinematógrafa principal del cortometraje Fragments (2012), selección en festival curado por Microscope Gallery. Luna canta, toca guitarra, y aparece como personaje principal en Fragments. La película presenta fragmentos de las malaventuras de una heroína flâneur nómada en Chiapas, Nuevo Orleans, Nueva York y Canadá. Está basada en la épica serie de cuentos autobiográficos escritos por Luna, Rompecabezas. Luna también es directora, cinematógrafa principal, y directora artística de Jaguar Harmonics, para la escritora estadounidense Anne Waldman.
Imágenes de las películas de Luna fueron usadas para álbumes de música lanzados por Fast Speaking Music. Su material gráfico también ha sido publicado por medio del Rubin Museum of Art en Nueva York y en la revista de cine Bright Ideas.

## Performance y artes plásticas
En capacidad de música y artista performancera se ha presentado en ocasión del Norwegian Pavilion Without Walls en una composición de la artista escandinava Tori Wrånes. Ha cantado en Carnegie Hall, así como en televisión nacional estadounidense, y la Juilliard School.
Sus esculturas, fotografías, y cortometrajes se han exhibido en el Carnegie International (colaboración con Transformazium), Microscope Gallery,, y Parsons School of Design. Ha recibido invitaciones del Brooklyn International Performance Art Festival,Performa13, Archivado el 25 de noviembre de 2015 en Wayback Machine. y After Lorca: Lorca in New York, A Celebration (New York Public Library, Lorca Foundation, Poetry Society of America).
Luna ha estudiado escultura y arte duracional con Nari Ward, Paul Ramirez Jonas, y Constance DeJong, producción de cine con la celebrada Joan Scheckel Archivado el 9 de agosto de 2016 en Wayback Machine., y música en la Juilliard School con Wayne Oquin así como con la compositora Meredith Monk a quien conoció en un monasterio zen budista. 